# Nueva Linda, Frontera Comalapa
Nueva Linda är en ort i Mexiko.   Den ligger i kommunen Frontera Comalapa och delstaten Chiapas, i den sydöstra delen av landet, 900 km sydost om huvudstaden Mexico City. Nueva Linda ligger 596 meter över havet och antalet invånare är 161.
Terrängen runt Nueva Linda är platt åt sydväst, men åt nordost är den kuperad. Runt Nueva Linda är det ganska tätbefolkat, med 83 invånare per kvadratkilometer. Närmaste större samhälle är Rodulfo Figueroa, 15,4 km nordost om Nueva Linda. Omgivningarna runt Nueva Linda är en mosaik av jordbruksmark och naturlig växtlighet.